# イ・テソン
イ・テソン（이태성, 本名：イ・ソンドク 이성덕, 李成徳, 1985年4月21日 - ）は、韓国の俳優。

## 来歴
高校時代は野球をやっており、青少年国家代表選手としても活動したが、肩を負傷したため、断念。慶熙大学演劇映画学科卒業。
2004年にデビュー。2006年、日韓友情年2005の記念事業として作成された、新大久保駅乗客転落事故を題材にした日韓合作映画『あなたを忘れない』の主演に抜擢される。
2012年、前年の2011年に7歳年上の一般人女性と結婚した事と、1歳の息子がいる事をツイッターで公表した。これにより、韓国では“アルブナム（実は既婚者）”という造語が流行した。
2013年10月29日、兵役に就くため、軍に入隊した。
2015年、軍服務中に協議離婚した。
子供の親権はイ・テソンが持つことになった。
2015年7月28日除隊。
弟は歌手のソン・ユビン。

## 主な出演作品

### 映画
- スーパースター☆カムサヨン （2004年）
- 親知らず（2005年）
- あなたを忘れない 日韓合作映画（2006年）
- 暴力サークル（2006年）
- 私の男のスニ（2010年）

### テレビドラマ
- 走れ、母さん（2003年、KBS）
- 犬とオオカミの時間（2007年、MBC） - ペ・サンシク役
- 9回裏2アウト（2007年、MBC） - キム・ジョンジュ役
- 私たちを幸せにするいくつかの質問（2007年、KBS）
- テロワール（2008年、SBS） - ダンピョル役
- ロマンス・ゼロ（2009年、MBC） - キム・ウジン役
- エンジョイライフ〜愛がすべて（2009年、KBS） - チャン・ユジン役
- 生きる喜びを感じます（2010年、MBC）
- イタズラなKiss〜Playful Kiss（2010年、MBC） - ポン・ジュング役
- 私と彼が夢見た日々（2011年、KBS）
- メビウスの輪（2011年、TrendE）
- 愛情万々歳〜ブラボー!マイ・ラブ〜（2011年、MBC） - ピョン・ドンウ役
- 屋根部屋のプリンス（2012年、SBS） - ヨン・テム／ムチャン君役
- 金よ出てこい★コンコン（2013年、MBC） - パク・ヒョンジュン役
- 我が家のロマンス（2015年、MBC） - キム・カンジェ役
- 黄金の私の人生（2017年、KBS） - ソ・ジテ役
- ハンムラビ法廷〜初恋はツンデレ判事!?〜（2018年、JTBC） - ミン・ヨンジュン役
- 黄金の庭（2019年、MBC） - チェ・ジュンギ役
- 花様年華〜君といた季節〜（2020年、tvN） - チュ・ヨンウ役
- ゴースト・ドクター（2022年、tvN） - チャン・ミンホ役
- 三姉弟が勇敢に（2022年、KBS） - チャ・ユノ役